# Bajtava
Bajtava (Hongaars:Bajta) is een Slowaakse gemeente in de regio Nitra, en maakt deel uit van het district Nové Zámky.
Bajtava telt 388 inwoners.